# Шюте, Аня
Аня Шюте (фр. Anja Schüte; род. 2 сентября 1964, Гамбург) — немецкая актриса.

## Биография
Аня Шют выросла в Кельне. После окончания средней школы училась на театральных курсах. В 1978 году она получила главную роль балерины, пройдя в актерский состав, обойдя более 3000 кандидатов-женщин. После первой роли в «Лаура, тени лета» (1979) исполнила одну из главных ролей эротического фильма «Нежные кузины» (1980) Дэвида Гамильтона.
Впоследствии участвовала в нескольких сериалах и телепередачах, таких как «Фортуна и предательство». Аня Шют была замужем, у нее был сын. после развода жила с архитектором Ханс Швемером. После 8 лет совместной жизни, с 2009 года она живет с Йоргом Бухемастемом. В настоящее время она живет в Гамбурге.

## Фильмография

### Кино
- 1979 : Лора (фильм, 1979) : Балерина
- 1980 : Нежные кузины : Джулия
- 1982 : Ein dicker Hund : Джулия
- 1983 : Inflation im Paradies
- 1984 : State of Wonder : Принцесса Вики
- 1984 : Premiers désirs : Доротии
- 1985 : Das Wunder : Рафаэлла

### Телевидение
- 1982 : Le renard (телесериал) : Angela Thielen
- 1983 : Der Trotzkopf (телесериал) : Ilse Macket
- 1983 : Gestern bei Müllers (телесериал) : Sabine
- 1984 : August der Starke (телефильм)
- 1984 : Pogo 1104 (телесериал) : Tina Siegel
- 1985 : Oliver Maass (телесериал) : Julia Maass
- 1986 : La Clinique de la Forêt-Noire (телесериал) : Schwester Margot
- 1986—1991 : Die Wicherts von Nebenan (телесериал) : Ulrike Wichert
- 1988 : Деррик (телесериал) : Anita
- 1988 : Kommissar Zufall (телесериал)
- 1989 : Jede Menge Schmidt (телефильм) : Daniela
- 1990—1991 : Wie gut, dass es Maria gibt (телесериал)
- 1991 : Mrs. Harris und der Heiratsschwindler (телефильм) : Helen Smith
- 1991 по 1996 : Kommissar Klefisch (телесериал) : Franziska
- 1993 : Sylter Geschichten (телесериал) : Bea Jäger
- 1996 : Mona M. - Mit den Waffen einer Frau (телесериал) : Carmen Grost
- 1996 : Klinik unter Palmen (телесериал) : Claudia Vogt
- 1996 по 2005 : Das Traumschiff (телесериал) : Irene Wollmer / Sylvia
- 1998 : Rosamunde Pilcher (телесериал) : Allison MacFarland
- 1999 : GroBstadtrevier (телесериал) : Madame Reich
- 1999 : Kanadische Traüme - Eine Familie wandert aus (телесериал) : Dr. Lilian Ross
- 2002 : Der Landarzt (телесериал) : Saskia Mohrungen
- 2003 : Das Licht von Afrika (телефильм) : Nina Reiter
- 2003 : Hilfe, ich bin Millionär (телефильм) : Sarah
- 2003 : Hallo Robbie! (телесериал) : Andrea Bayer
- 2003—2006 : Une famille en Bavière (телесериал) : Dr. Sophie von Haunstein
- 2006 : SchloBhotel Orth (телесериал) : Claudia Singer
- 2007 : Fortune et Trahisons (телесериал) : Dr. Iris Wohlfahrt
- 2009 : Um Himmels Willen (телесериал) : Doris Bergmann
- 2009 : Die Bergwacht (телесериал) : Gaby Meinert
- 2010 : Ma mère, le véto (телесериал) : Elena Raben
- 2010 : Gräfliches Roulette (телефильм) : Beatrice Gräfin von Arnau